# Т-43 (малый танк)
Т-43 — советский опытный малый колёсно-гусеничный плавающий танк.
По советской классификации относился к основным разведывательным танкам. Не следует путать малый танк Т-43 со средним танком Т-43, созданным на базе танка Т-34, в 1942—1943 годах.

## История
Т-43 разрабатывался в 1933 — 1935 годах параллельно на двух заводах: Опытного машиностроения имени Кирова (Т-43-1) и треста специального машиностроения № 37 (Т-43-2). 
После всесторонних и длительных испытаний малых танков Т-43 стало ясно, что эти машины не годятся для принятия на вооружение РККА. Поэтому в конце 1935 года работы по малым танкам Т-43 было решено прекратить, однако опыт, полученный конструкторским бюро (КБ) завода № 37 при проектировании Т-43, был использован при создании более совершенного плавающего танка Т-40, который стал вершиной развития машин подобного класса в Советском Союзе, после него на вооружение РККА или Советской армии такие танки уже не принимались, а вскоре после окончания Великой Отечественной войны смысл в разработке и производстве танков малого типа пропал.